# Макгилл, Том
То́мас Пи́тер Уэ́йн Макги́лл (англ. Thomas Peter Wayne McGill; род. 25 марта 2000, Белвилл, Онтарио) — канадский футболист, вратарь клуба Лиги 2 Английской футбольной лиги «Милтон Кинс Донс», находящийся в аренде из клуба Английской Премьер-лиги «Брайтон энд Хоув Альбион».
Ранее он выступал за клубы «Уортинг», «Гринвич Боро», «Бейзингсток Таун» и «Кроли Таун».
Макгилл родился в Канаде, но провёл шесть матчей за сборную Англии до 17 лет и был вызван в сборную Англии до 19 лет перед тем, как принять вызов в сборную Канады в 2023 году.

## Клубная карьера
Макгилл родился в Белвилле, Онтарио, Канада, в семье канадца и англичанки. В возрасте четырёх лет он вместе с матерью переехал в Англию после того, как его родители развелись. Он присоединился к академии «Брайтон энд Хоув Альбион» в 2014 году в возрасте 14 лет, переехав в Англию в молодом возрасте. 30 июля 2018 года Макгилл присоединился к «Уортингу» на правах аренды сроком на один сезон. Однако восемь дней спустя его аренда в «Уортинг» была аннулирована после того, как основной вратарь Лукас Коволан подписал новый контракт с командой. 31 августа молодой вратарь присоединился к «Гринвич Боро» на правах аренды сроком до 4 января 2019 года. 11 января 2019 года он присоединился к «Бейзингсток Таун» на правах аренды до конца сезона, в дальнейшем отыграв за клуб 11 матчей в лиге.
В июле того же года Макгилл подписал новый двухлетний контракт с «Брайтоном», продлив своё пребывание в клубе до июня 2021 года.
24 января 2020 года он присоединился к клубу Лиги 2 «Кроли Таун» на правах аренды до конца сезона, а 2 сентября вновь присоединился к «Кроли» на правах аренды сроком на один сезон. Его профессиональный дебют состоялся три дня спустя, в домашнем матче Кубка Английской футбольной лиги против «Миллуолла», в котором его клуб проиграл со счётом 3:1. 3 ноября Макгилл дебютировал в Футбольной лиге, выйдя на замену на 55-й минуте вместо травмированного Гленна Морриса, и пропустил единственный гол в гостевом матче против «Уолсолла» (0:1). 8 ноября он начал в стартовом составе следующий матч «Кроли» в рамках Кубка Англии против «Торки Юнайтед» (6:5), но во втором тайме получил травму головы, в результате чего потерял сознание и был заменён на Стюарта Нельсона. 12 января 2021 года Макгилл был отозван из аренды своим родным клубом «Брайтон энд Хоув Альбион».
3 февраля он впервые был включён в заявку «Брайтона» на матч, оставшись на скамейке запасных вместе с вратарём Кристианом Уолтоном в выездной игре против действующего чемпиона «Ливерпуля» (1:0), завершившейся первой победой «Брайтона» в лиге на «Энфилде» с 1982 года.
После того, как Роберт Санчес потерял место в воротах и новым основным вратарём стал Джейсон Стил, Макгилл провёл последние матчи сезона 2022/2023 в качестве второго вратаря команды, а тренер «Брайтона» Роберто Де Дзерби заявил, что «он заслужил возможность быть на скамейке запасных». По итогам сезона «Брайтон» обеспечил себе место в Лиге Европы УЕФА 2023/2024, впервые в истории клуба квалифицировавшись в еврокубки. В июне 2023 года «Брайтон» объявил, что Макгилл подписал новый двухлетний контракт с возможностью остаться в клубе ещё на один год.
22 августа 2023 года Макгилл сыграл свой первый профессиональный матч почти за два года, выйдя на поле в составе команды «Брайтона» до 21 года в выездном матче группового этапа Трофея Английской футбольной лиги, в котором он одержал победу со счётом 3:2 над командой из Лиги 2 «Уолсолл».
24 июля 2024 года Макгилл присоединился к клубу Лиги 2 «Милтон-Кинс Донс» на правах аренды сроком на один сезон. 10 августа 2024 года он дебютировал за клуб в домашнем матче против «Брэдфорд Сити», завершившемся со счётом 1:2.

## Карьера в сборной

### Англия
В 2017 году Макгилл сыграл шесть матчей за сборную Англии до 17 лет. В марте 2019 года он получил вызов в сборную Англии до 19 лет, но так и не провёл за неё ни одного матча.

### Канада
В марте 2023 года Макгилл принял вызов в сборную Канады перед двумя матчами Лиги наций КОНКАКАФ против Кюрасао и Гондураса. В июне 2023 года Макгилл получил ещё один вызов в Канаду, войдя в окончательный состав на финальную часть Лиги Наций в Лас-Вегасе. 19 июня Макгилл был вызван в окончательный состав на Золотой кубок КОНКАКАФ 2023 года.
В июне 2024 года Макгилл был включён в заявку сборной Канады из 26 человек на Кубок Америки 2024 года, где его сборная заняла 4-е место.

## Клубная статистика
| Выступление               | Выступление                     | Выступление      | Чемпионат | Чемпионат | Кубок | Кубок | Кубок лиги | Кубок лиги | Прочие | Прочие | Итого | Итого |
| Клуб                      | Лига                            | Сезон            | Игры      | Голы      | Игры  | Голы  | Игры       | Голы       | Игры   | Голы   | Игры  | Голы  |
| ------------------------- | ------------------------------- | ---------------- | --------- | --------- | ----- | ----- | ---------- | ---------- | ------ | ------ | ----- | ----- |
| Брайтон энд Хоув Альбион  | Премьер-лига                    | 2018/2019        | 0         | 0         | 0     | 0     | 0          | 0          | —      | —      | 0     | 0     |
| Брайтон энд Хоув Альбион  | Премьер-лига                    | 2019/2020        | 0         | 0         | 0     | 0     | 0          | 0          | —      | —      | 0     | 0     |
| Брайтон энд Хоув Альбион  | Премьер-лига                    | 2020/2021        | 0         | 0         | 0     | 0     | 0          | 0          | —      | —      | 0     | 0     |
| Брайтон энд Хоув Альбион  | Премьер-лига                    | 2021/2022        | 0         | 0         | 0     | 0     | 0          | 0          | —      | —      | 0     | 0     |
| Брайтон энд Хоув Альбион  | Премьер-лига                    | 2022/2023        | 0         | 0         | 0     | 0     | 0          | 0          | —      | —      | 0     | 0     |
| Брайтон энд Хоув Альбион  | Премьер-лига                    | 2023/2024        | 0         | 0         | 0     | 0     | 0          | 0          | —      | —      | 0     | 0     |
| Брайтон энд Хоув Альбион  | Премьер-лига                    | 2024/2025        | 0         | 0         | 0     | 0     | 0          | 0          | —      | —      | 0     | 0     |
| Брайтон энд Хоув Альбион  | Итого                           | Итого            | 0         | 0         | 0     | 0     | 0          | 0          | 0      | 0      | 0     | 0     |
| Уортинг (аренда)          | Истмикский Премьер-дивизион     | 2018/2019        | —         | —         | —     | —     | —          | —          | —      | —      | 0     | 0     |
| Уортинг (аренда)          | Итого                           | Итого            | —         | —         | —     | —     | —          | —          | —      | —      | 0     | 0     |
| Гринвич Боро (аренда)     | Истмикский Первый дивизион (Юг) | 2018/2019        | 14        | 0         | —     | —     | —          | —          | 0      | 0      | 14    | 0     |
| Гринвич Боро (аренда)     | Итого                           | Итого            | 14        | 0         | —     | —     | —          | —          | 0      | 0      | 14    | 0     |
| Бейзингсток Таун (аренда) | Южная футбольная лига           | 2018/2019        | 11        | 0         | 0     | 0     | —          | —          | 0      | 0      | 11    | 0     |
| Бейзингсток Таун (аренда) | Итого                           | Итого            | 11        | 0         | 0     | 0     | —          | —          | 0      | 0      | 11    | 0     |
| Кроли Таун (аренда)       | Лига 2                          | 2019/2020        | 0         | 0         | 0     | 0     | 0          | 0          | 0      | 0      | 0     | 0     |
| Кроли Таун (аренда)       | Лига 2                          | 2020/2021        | 1         | 0         | 1     | 0     | 1          | 0          | 2      | 0      | 5     | 0     |
| Кроли Таун (аренда)       | Итого                           | Итого            | 1         | 0         | 1     | 0     | 1          | 0          | 2      | 0      | 5     | 0     |
| Милтон-Кинс Донс (аренда) | Лига 2                          | 2024/2025        | 1         | 0         | 0     | 0     | 0          | 0          | 0      | 0      | 1     | 0     |
| Милтон-Кинс Донс (аренда) | Итого                           | Итого            | 1         | 0         | 0     | 0     | 0          | 0          | 0      | 0      | 1     | 0     |
| Всего за карьеру          | Всего за карьеру                | Всего за карьеру | 27        | 0         | 1     | 0     | 1          | 0          | 2      | 0      | 31    | 0     |

1. ↑  Трофей Английской футбольной лиги
2. ↑  6 августа 2018 года арендное соглашение было расторгнуто через восемь дней после подписания без проведения матчей, после того как Лукас Коволан подписал новый контракт в «Уортинге»[4].